# Elephantomyia (Elephantomyia) neavei
Elephantomyia (Elephantomyia) neavei is een tweevleugelige uit de familie steltmuggen (Limoniidae). De soort komt voor in het Afrotropisch gebied.